# Temporal de Chile de agosto de 2023
El temporal de Chile de agosto de 2023 fue un temporal de precipitaciones y viento que afectó a varias ciudades y localidades entre las regiones de Valparaíso y Biobío, desde el 18 al 23 de agosto de 2023, provocando la crecida y desborde de ríos, inundaciones y activación de las quebradas. Las últimas cifras entregadas por las autoridades dieron cuenta de 3 personas fallecidas, 57 584 damnificadas, 42 120 aisladas, 31 863 evacuadas y 1245 albergadas, así como 28 105 viviendas con daño menor, 10 720 con daño mayor, 239 destruidas y 14 436 en evaluación.

## Antecedentes
El 2023 se caracteriza por la presencia del Fenómeno del Niño, ocasionando un otoño más caluroso de lo normal debido al aumento de las temperaturas de Océano Pacífico. Producto de esto, se esperaba que la temporada de invierno fuese lluviosa y con isoterma cero más alta de lo habitual.En junio de 2023, un temporal de lluvias afectó a varias ciudades entre las regiones de Valparaíso y Los Ríos, dejando 2 personas fallecidas, 2 desaparecidas, 19 469 damnificados y cerca de 1 800 viviendas destruidas.
El 17 de agosto, la ministra del Interior Carolina Tohá encabezó el Comité de Gestión del Riesgo de Desastres (COGRID), instancia donde se hizo un análisis de las lluvias proyectadas, que fueron catalogadas como similares a las registradas en el temporal ocurrido en junio pasado en la zona central. La Dirección Meteorológica de Chile (DMC) previó el ingreso de un sistema frontal cálido a la zona centro sur del país, por lo que decretó estado de alarma meteorológica en las regiones de O’Higgins y Maule por precipitaciones intensas con isoterma cero alta, y alerta meteorológica para las regiones de Valparaíso, Metropolitana, Ñuble y Biobío por precipitaciones moderadas a fuertes, también con una isoterma cero alta. El evento meteorológico se previó que se extendiera desde el 19 al 22 de agosto, con montos aproximados entre 100 a 250 mm de agua caída.
El 18 de agosto, la Dirección Meteorológica de Chile (DMC) actualizó las alertas emitidas, debido a que las concentraciones de precipitaciones han ido adelantándose para la mañana del 19 y del 20 de agosto, focalizándose principalmente en la Región Metropolitana, con montos de precipitaciones hasta los 130 mm, y vientos entre 20 y 40 km/h, con rachas de hasta 60 km/h entre las regiones de O’Higgins y Biobío. De manera preventiva, se realizaron descargas de los embalses en Ralco, Colbún, Ancoa, Bullileo y Rapel. 

## Situación meteorológica
La condición que desató este temporal fue la incursión de un nuevo río atmosférico en conjunto con un sistema frontal, situación meteorológica muy similar a la del temporal de junio de este mismo año. Este río atmosférico provocó intensas precipitaciones, principalmente entre las regiones de Valparaíso y la Araucanía, dejando acumulados importantes, en algunas localidades incluso por encima de los registros históricos.
Un río atmosférico, que usualmente va por delante de un sistema frontal, transporta una gran cantidad de humedad. Su intensidad, que se mide por la cantidad de vapor de agua transportada, determinará si constituye un fenómeno beneficioso (que puede serlo en zonas de escasez hídrica) o se trata de un fenómeno destructivo, cuando el río es muy intenso. La situación se agrava al encontrarse con una cordillera como Los Andes, ocasionando una elevación de la isoterma 0, lo que a su vez causa aluviones, remociones en masa, crecidas e inundaciones. El cambio climático influye determinando una mayor frecuencia e intensidad de los ríos atmosféricos en todo el planeta.

## Cronología
Entre el 18 de agosto y las primeras horas de la mañana del 19 de agosto, en Chillán ha sido donde se ha registrado la mayor cantidad con 42,3 mm, seguida de Concepción con 36,4 mm. Más al norte, se habían registrado 17,5 mm en San José de Maipo y 14 mm en la estación de Quinta Normal.
En horas de la tarde del 20 de agosto, el Servicio Nacional de Prevención y Respuesta ante Desastres (SENAPRED) había decretado alertas rojas para las comunas de San Fabián y Ñiquén en la Región de Ñuble; y la comuna de Concepción en Biobío; y alertas amarillas para las regiones Metropolitana, O’Higgins, Maule, Ñuble y Biobío por el evento meteorológico; para la comuna de San Javier por amenaza de desborde, San Clemente y Colbún por crecidas. Se reportaron 228 personas albergadas, 332 aisladas y 1200 evacuadas, además del fallecimiento de una persona en la Región del Biobío. En la noche del domingo, el director nacional de SENAPRED, Álvaro Hormazábal, informaba que “producto del sistema frontal durante esta jornada se han enviado 64 mensajes del Sistema de Alerta de Emergencia (SAE) para reforzar los procesos de evacuación en diversos sectores de las comunas”, mientras que la DMC anunció el ingreso de un nuevo sistema frontal desde el 21 de agosto, con duración prevista hasta el 23 de agosto, acompañado del mismo río atmosférico del primer pulso de precipitaciones, concentradas en sectores precordilleranos y cordilleranos entre las regiones de O’Higgins, Maule y Ñuble.
En la mañana del 21 de agosto, SENAPRED mantenía alertas rojas para la Región del Maule por evento meteorológico para las comunas de Longaví, Retiro, Linares, San Clemente, Licantén, Curepto, Hualañé, Teno, Sagrada Familia, Rauco, Constitución, Maule, Pencahue y San Javier por desborde, para la Región de Ñuble por crecidas y evento meteorológico, y para la Región del Biobío por desborde. Asimismo, estaban vigentes alertas amarillas para las regiones Metropolitana, O’Higgins y Biobío por evento meteorológico; para la comuna de San Clemente, Colbún y Alto Biobío por crecida. Por su parte, la Región de Valparaíso permanecía con alerta temprana preventiva. En cuanto a la afectación, se reportaban 423 personas albergadas, 26 297 aislados, 33 895 evacuados, además de dos personas fallecidas. En visita a los afectados por el temporal en la región del Maule, el presidente Gabriel Boric decretó el 21 de agosto Estado de Catástrofe para las regiones de O’Higgins, Maule, Ñuble y Biobío.
En la tarde del 21 de agosto, se reportaban 1276 personas damnificadas, 567 albergadas y 33 445 aisladas. De forma preventiva, la Empresa de Ferrocarriles del Estado debió suspender de manera preventiva los servicios de Metrotrén San Fernando, Estación Central-Linares, Talca-Constitución y Chillán-San Carlos. Por su parte, el Ministerio de Educación informó la suspensión de clases en más de 900 establecimientos municipales de las regiones de O'Higgins, Maule, Ñuble y Biobío. Para el 22 de agosto, las autoridades preveían una mayor intensidad de las lluvias en las regiones de Valparaíso y Metropolitana. El presidente Gabriel Boric declaró ese día «estado de emergencia agrícola» para las regiones de O'Higgins, Maule, Ñuble y Biobío, con el objeto de facilitar la disposición de recursos para los sectores ganaderos, agricultores, vitivinícolas y apicultores afectados por el temporal.
De acuerdo a datos de la DMC, en zonas de las regiones del Maule y Biobío, durante el evento llegaron a precipitar cerca de 200 mm en un lapso de 24 horas, siendo el récord de precipitaciones para todo el temporal el registro en la estación de monitoreo de la Dirección General de Aguas en Curicó, donde se acumularon en cinco días un total de 309 milímetros.

## Efectos por región
Según cifras del Ministerio de Obras Públicas, Maule fue la región con mayor daño por los efectos del temporal en términos de los impactos en infraestructuras, con 391 afectaciones, siguiéndole las regiones de O'Higgins (con 177 eventos), Ñuble (91), Biobío (78), Metropolitana (51) y Valparaíso (32).

### Región de Valparaíso
Durante la noche del 21 de agosto, se activaron alertas de emergencia en la comuna de Santo Domingo por la crecida del río Rapel tras las descargas del embalse homónimo aguas arriba, lo que generó 30 personas afectadas y cuatro viviendas anegadas. El 23 de agosto SENAPRED pidió evacuar los sectores Rinconada de San Enrique y Horizonte del Mar en Santo Domingo por peligro de desbordes; asimismo, tras el colapso de un colector de aguas lluvias en Reñaca se originó un socavón junto a un edificio de departamentos, cuyos residentes debieron ser evacuados de manera preventiva. En Valparaíso se cerró la Avenida Santos Ossa en dirección al centro de la comuna producto de un derrumbre ocurrido en el kilómetro 108, provocando algunos desvíos en la Ruta 68.

### Región Metropolitana
El 19 de agosto en horas de la tarde, la Delegación Presidencial Provincial Cordillera, anunció la evacuación por peligro de remociones en masa para la localidad de San Alfonso, y el cierre de acceso a la comuna de San José de Maipo en el cruce La Obra.
Las lluvias más intensas sobre la Región Metropolitana sucedieron entre el 22 y el 23 de agosto: la estación meteorológica de Quinta Normal acumuló 186,7 mm de agua hasta las 18:00 del 23 de agosto (con 53,5 mm caídos solo en ambos días), con lo que se superó el récord de precipitaciones invernales de 2009. Las ráfagas de viento de hasta 55 km/h que se sintieron en Santiago provocaron caídas de árboles, señaléticas y tendido eléctrico en las comunas de Ñuñoa, Providencia y Las Condes. Las lluvias permitieron que se volviera a llenar el estero Pintué, por lo que la laguna de Aculeo recuperó agua en su cuenca tras cinco años seca.
Durante la madrugada del 23 de agosto, SENAPRED solicitó evacuar el sector La Manresa en Talagante y diversos sectores ribereños de Isla de Maipo ante la amenaza de desborde del río Maipo. En Puente Alto, la autopista Acceso Sur resultó completamente anegada a la altura de avenida Domingo Tocornal. Otras rutas que resultaron inundadas fueron el camino Lo Echevers en Quilicura y el Camino a Lonquén en Maipú.

### Región de O'Higgins
En la región de O’Higgins se cerró el 19 de agosto el puente Cachapoal en Rancagua para monitorear la afectación de sus bases. Horas más tarde, SENAPRED emitió alertas de evacuación para el sector Callejón Orrego en Tunca Abajo, comuna de San Vicente de Tagua Tagua, por amenaza de desborde del río Cachapoal, y el lunes se ordenó la evacuación en sectores de Coltauco por amenaza de desborde de canales y activación de quebradas. Más tarde, SENAPRED solicitó evacuar Bucalemu Bajo por el desborde del estero Paredones, y vastos sectores de la comuna de Doñihue  por amenaza de desborde del río Cachapoal. El 22 de agosto, se derrumbó parte del puente que une a Pichilemu con Paredones en la ruta I-500.
En Santa Cruz, se debió evacuar el sector Los Maitenes, donde 52 viviendas debieron ser desocupadas ante riesgo de desborde, mientras que en Rincón de Panamá el desborde del estero Nilahue produjo el aislamiento de unas 300 viviendas. El alcalde William Arévalo estimó que el 80% de la ciudad estaba bajo el agua para el 22 de agosto, con unas 4000 personas aisladas principalmente en sectores rurales, donde el agua llegó a unos 2 m de altura en algunos puntos.
El gobernador Pablo Silva daba cuenta el 22 de agosto de graves estragos en la comuna de Lolol, con muchos sectores anegados y aislamiento producto de deslizamientos de tierras en los caminos hacia y desde la comuna, así como en las comunas de Placilla, Paredones, San Fernando, Chimbarongo, Nancagua, Doñihue y Coltauco. La madrugada del 23 de agosto, SENAPRED llamó a evacuar el sector aledaño al río Peuco por amenaza de desborde, en la comuna de Mostazal, así como el sector Codao Río por desborde del río Cachapoal, en la comuna de Peumo, la ribera del estero Zamorano en San Vicente y del río Tinguiririca, en las comunas de Nancagua y Chimbarongo.

### Región del Maule
Durante la mañana del 19 de agosto se activó por primera vez la mensajería SAE por parte de SENAPRED, para solicitar la evacuación del sector Ancoa-Callejón El Peumo, en la comuna de Linares por el desborde del río Ancoa, y posteriormente para ordenar la evacuación en el sector La Puntilla km-30, en Longaví por la posibilidad de desborde del río Achibueno. El 21 de agosto, el subsecretario del Interior Manuel Monsalve confirmó la pérdida de conectividad en el puente Tres Arcos, en la provincia de Linares, que dejó a un poco más de 24 000 personas aisladas. Asimismo, Carabineros informó más tarde sobre el colapso del puente Lata, que une los sectores La Isla, en la comuna de San Clemente, con Santa Rosa en Pelarco, producto de la crecida del río Lircay.
Constitución ha sido una de las comunas más afectadas por los temporales. Una parte del cerro Enrique Donn se derrumbó parcialmente en el sector Quinta Gaete, arrastrando varios vehículos contra departamentos de un edificio cercano, y ante el desborde del río Maule, se solicitó evacuar todo el borde del río en la comuna. El delegado presidencial regional del Maule, Humberto Aqueveque, informó que el Centro de Salud Familiar (Cesfam) Alameda y el Hospital de Constitución resultaron inundados, mientras que el monumento a las víctimas del terremoto del 2010 en la isla Orrego, se vio afectado por el desborde del río.
En Curicó, SENAPRED solicitó evacuar el sector toma Dragones Sur y Parque Zapallar por desborde del estero Guaiquillo, y un aluvión en el sector precordillerano dejó aislada a los cerca de 300 habitantes de la localidad de Upeo. En Licantén el 50% del territorio de la comuna se encontraba bajo el agua para la mañana del 22 de agosto producto del desborde del río Mataquito, dejando a más de 3000 personas afectadas y 1400 hogares damnificados. En Talca, el río Claro y el canal Baeza se desbordaron en la zona urbana generando importantes anegamientos en la Alameda hasta la Circunvalación Norte, inundando viviendas, pasos bajo nivel y recintos como el Estadio Fiscal, el recientemente inaugurado Parque Río Claro, los terrenos de la ex FITAL, la base Maqui 1 de CONAF y el popular restaurante "Las Viejas Cochinas".
La gobernadora Cristina Bravo Castro, estimaba que las pérdidas en la Región del Maule podrían llegar a $55 000 millones solo por concepto de afectación a la infraestructura pública.

### Región de Ñuble
Hasta el 20 de agosto, se habían registrado 362.7 mm de precipitaciones en la precordillera de la región, de acuerdo a cifras de la estación meteorológica de Termas de Chillán, lo que activó crecidas de ríos y quebradas. Ese día, SENAPRED declaró alerta roja para la comuna de Coihueco por la crecida del río Niblinto, y para las comunas de Pinto, El Carmen, San Ignacio, Pemuco y Bulnes por la crecida del río Diguillín. Un desborde del río Chillán arrastró dos viviendas el 21 de agosto, y horas más tarde el SENAPRED ordenó evacuar los sectores Piedra del Jote, Estadio Municipal, Galponcillo, Santa Ana, Galpón, Itata y Bajada Los Opazos, en la comuna de Ránquil, por el desborde del río Itata, así como los sectores Ribera de Ñuble y La Esperanza, en San Carlos, por el desborde del río Ñuble y del canal Santa Sara. Asimismo, el río Perquilauquén se desbordó a la altura de la ruta 5 Sur, lo que obligó a mantener solamente una vía habilitada para el tránsito vehicular.
En la comuna de Chillán, se registraron inundaciones en sectores rurales tales como Quinchamalí, El Huape, Colliguay, Huechupín, Chonchoral, Reloca y Rinconada.

### Región del Biobío
En Hualqui, el canal de Onofre se desbordó el 19 de agosto, afectando a viviendas del sector, mientras en Arauco se inundó el hospital. El 20 de agosto, ante la amenaza de desborde del río Laja, se ordenó evacuar los sectores de Saltos del Laja, La Playita y Paraguay, en la comuna de Los Ángeles, Los Encinos, Villa El Esfuerzo, Villa Chillancito y Chillancito, en la comuna de Cabrero, y en sectores de la comuna de Laja, declarándose alerta roja en dichas comunas y en Yumbel.
Según reportes de la Dirección General de Aguas, en 24 horas se registraron precipitaciones sobre 110 mm en Coronel y 335 mm en la Laguna del Laja, con crecidas críticas de los ríos Laja, Biobío y el estero Hualqui.

## Daños
El 5 de septiembre, la ministra de Obras Públicas Jéssica López, informó que a la fecha se ha recuperado un 73% de la infraestructura que resultó dañada durante el temporal, entre los que se contabilizaron 518 rutas viales entre las regiones de Valparaíso y Biobío, 59 puentes, 90 sistemas de agua potable rural y 15 afectaciones de agua potable en zonas urbanas.
Respecto a la agricultura, considerando las hectáreas inundadas y la destrucción de infraestructura, la Federación de Productores de Frutas de Chile calculó preliminarmente 400 millones de dólares de inversión frutícola que desapareció tras los temporales entre O'Higgins y Biobío, pérdidas que podrían empinarse incluso a los US$720 millones por daños no catastrados al 25 de agosto.